# Gorenje
Gorenje ist ein Hersteller von Haushaltsgeräten aus dem slowenischen Velenje sowie seit Juni 2018 Tochtergesellschaft von Hisense. Geräte werden sowohl unter eigenem Namen als auch als Erstausrüster unter anderem Markennamen vertrieben, so etwa für Sibir oder Hisense. Der Exportanteil liegt bei 95 Prozent.

## Geschichte
Gorenje gehörte im ehemaligen Jugoslawien neben der Končar Group zu den größten Haushaltgeräteherstellern. Die Produktpalette reicht von Gasherden über Waschmaschinen bis zu Geschirrspülmaschinen. Das Unternehmen wurde 1950 im Ortsteil Gorenje der Gemeinde Šmartno ob Paki als Landmaschinenhersteller gegründet, 1960 wurde der Hauptsitz ins nahegelegene Velenje verlagert.
2005 fasste das Unternehmen seine Möbelbaubetriebe – Gorenje Notranja Oprema (Slowenien; Küchen, Bäder), Gorenje Glin (Slowenien; Wohnzimmer- und Büromöbel), Gorenje Kuhinje Sarajevo (Bosnien; Küchen), Gorenje Kuchyne Praga (Tschechien; Küchen) und Gorenje Küchen Freistadt (Österreich; Einbauküchen) – in einer neu gegründeten Division zusammen. Die neue Möbel-Division beschäftigte 1100 Mitarbeiter bei einem Jahresumsatz von 75 Mio. Euro.
Gorenje hatte in Deutschland bei Waschmaschinen einen Marktanteil von 3,2 % im Jahr 2016.
Der Hersteller setzt seit einigen Jahren auf Design und betreibt einen Imagewandel weg vom Billigprodukt, was nicht immer von Erfolg gekrönt war. Um Schulden reduzieren zu können, stieg bei der ersten von zwei Kapitalerhöhungen 2013 die Panasonic Corporation mit 12,7 % Beteiligung bei Gorenje ein.
Im Juni 2018 wurden 95 % der Unternehmensanteile für 293 Mio. Euro an das chinesische Unternehmen Hisense verkauft. Nach dem Aufkauf wurde die Mitarbeiteranzahl von 11.000 auf 9300 abgebaut, aufgrund der wirtschaftlichen Auswirkungen bei der COVID-19-Pandemie in Slowenien im Jahr 2020 nochmals um 2000 Stellen reduziert. Das Unternehmen wurde am 11. März 2019 in eine d.o.o. umgewandelt und von der Börse ausgelistet.
Im Jahr 2020 gab das neu gegründete Unternehmen Hisense Europe Electronic bekannt, durch Gorenje im neuen Werk bei Velenje die Produktion von Fernsehgeräten für den europäischen Markt aufzunehmen. Im selben Jahr entstand das neu gegründete Unternehmen Hisense Gorenje Europe, d.o.o. mit Sitz in Ljubljana, welche kaufmännische Tätigkeiten der Hisense Europe Group sowie Gorenje übernahm.
Im Juni 2021 verschmolzen in Deutschland die Vertriebsunternehmen von Hisense sowie Gorenje in die Hisense Gorenje Germany GmbH. Das Unternehmen zog dabei nach Garching bei München.

## Sponsoring
Für die Fußball-Europameisterschaft 2024 ist Gorenje wie Eigentümer Hisense offizieller Partner, welcher schon offizieller Sponsor der Fußball-Weltmeisterschaft 2018 war.